# Juan Pablo Forner
Juan Bautista Pablo Forner y Segarra (Mérida, 17 de febrero de 1756 - Madrid, 16 de marzo de 1797) fue un escritor ilustrado español.

## Biografía
De familia valenciana, se educó con su tío por parte materna, el filósofo ecléctico valenciano, lógico y famoso médico Andrés Piquer. Estudió leyes, filosofía, humanidades, asistiendo a las clases de latín, griego y hebreo en la Universidad de Salamanca, en la que ingresó en 1771, donde frecuentó a figuras importantes como Pedro Estala, Iglesias de la Casa, José Cadalso o Meléndez Valdés; traslada su expediente académico a la Universidad de Alcalá en 1778, donde obtiene el título de Bachiller en Leyes. Fue profesor de jurisprudencia en Salamanca. La protección de Manuel Godoy le valió ser nombrado fiscal del crimen de la Audiencia de Sevilla (1790) y del Consejo de Castilla (1796). La Real Academia Española premió su Sátira contra los vicios introducidos en la Poesía por los malos poetas en 1782. Fue hombre erudito, amigo de la polémica y la sátira y de amplios recursos dialécticos, e hizo objeto de sus burlas a casi todos sus contemporáneos usando distintos pseudónimos. Picado de vanidad y cierto engreimiento, se mostró particularmente envidioso y la tomó en especial contra Tomás de Iriarte, Vicente García de la Huerta, Francisco Sánchez Barbero, José de Vargas Ponce, Cándido María Trigueros y León de Arroyal, entre otros, contra quienes lanzó dicterios en sátiras personales; sus diatribas alcanzaban tal virulencia que hubo de publicarse un decreto prohibiéndole publicar nada sin autorización real. 
Fue un apasionado nacionalista y por eso defendió la cultura española en su respuesta al despreciativo juicio de Masson de Morvilliers en la Enciclopédie Méthodique (1782): "¿Qué se debe a España?". La realizó por encargo y a expensas del Conde de Floridablanca, con el título de Oración apologética por la España y su mérito literario (1786); esto le valió la parodia Pan y Toros de León de Arroyal y las chuflas de otros ilustrados que le motejaron de excesivo apego a los poderosos. Murió en 1797, cuando iba a ser nombrado presidente de la Real Academia de Jurisprudencia y Legislación.

## Polémicas
La impaciencia por darse a conocer en el mundo de las letras y su carácter agresivo le lanzaron a su primera polémica contra Iriarte. La Real Academia Española convocó en 1778 un concurso para premiar una égloga en alabanza de la vida del campo. La Academia otorgó el premio a la égloga «Batilo», de Meléndez Valdés, muy joven entonces, y el accésit a Tomás de Iriarte, famoso y consagrado ya. Herido en su vanidad, Iriarte compuso unas «Reflexiones» sobre la égloga de Meléndez. Forner, que en sus años de Salamanca había contraído gran amistad con Meléndez, aprovechó la ansiada ocasión para salir de su oscuridad literaria respondiendo a un hombre como Iriarte, entonces en la cima de su fama. Redactó, pues, Forner, su Cotejo de las églogas que ha premiado la Real Academia Española. 
Cuando Iriarte publicó sus Fábulas literarias, muchas de las cuales se habían ya divulgado en copias manuscritas, Forner se lanzó decididamente al ataque publicando un folleto titulado El asno erudito, fábula original, obra póstuma de un poeta anónimo. El folleto, que fue publicado en Madrid en 1782, se reimprimió en Valencia en el mismo año. La obrita consta de un prólogo en prosa, del editor, y sigue luego la fábula en metro de silva. Las alusiones, apenas veladas, a Iriarte son numerosísimas y muchas de tipo personal. La sátira de Forner hizo bastante ruido, a pesar de que los Iriarte se esforzaron por hacer desaparecer la edición. Don Tomás de Iriarte contestó a Forner casi inmediatamente con otro folleto a modo de carta. 
La respuesta de su adversario irritó a Forner que contrarreplicó violentamente con un nuevo escrito, Los gramáticos. Historia chinesca (1782). La segunda parte del título se justifica porque la acción alegórica que sirve de soporte al libro sucede en la China, y los diversos personajes son transposiciones de los Iriarte y del propio Forner: Pekín simboliza a España, y Japón simboliza a Francia. He aquí la acción en resumen: un joven chino, Chao-Kong (don Juan de Iriarte), es nombrado preceptor del hijo de un noble después de haber estudiado con los bonzos del Japón; a pesar de su corta ciencia logra encumbrarse, y una vez situado en la corte imperial llama a sus dos sobrino. Uno de ellos, Chu-su (Tomás de Iriarte) es adiestrado por su tío en el arte de ser poeta y de parecer sabio sin serlo. Un joven, acabado de llegar a la corte –doble de Forner, en este caso- publica un folleto llamando asno a Chu-su. Kin-Taiso le persuade a que haga un viaje a Europa en compañía de un filósofo español amigo suyo. En Madrid se entera de una disputa entre dos literatos españoles, muy semejante a lo que acaba de sucederle a él mismo, y se entera de la pésima calidad de las obras de don Tomás de Iriarte, a quien se había propuesto imitar. Con ello queda persuadido de su propia ignorancia y regresa a su país para estudiar y corregirse de su petulancia. 
Quizás la más ruidosa publicación de Forner fue la ya citada Oración apologética. En 1782 apareció en la Encyclopédie Méthodique un artículo sobre España, escrito por Nicolas Masson de Morvilliers, en el cual se hacía esta pregunta: «¿Qué se debe a España?». La Academia Española, arrastrada por la presión de los «patriotas», anunció como tema de su concurso anual una «apología» de la nación. La obra de Forner, Oración apologética por la España y su mérito literario, fue publicada a cuenta del Estado. Forner parecía, en efecto, la persona adecuada para responder al desprecio del francés; pero como su agresivo polemizar lo había enfrentado con medio mundo, atrajo sobre su causa a todos los enemigos que lo eran de su persona. 
La fama más sólida y duradera de Forner está vinculada a dos obras: el Discurso sobre el modo de escribir y mejorar la historia de España y las Exequias de la lengua castellana. En el Discurso, Forner echa los cimientos de una verdadera teoría estética de la Historia. Traza un paralelo entre la Historia y la Poesía para deducir cuál debe ser la forma esencial de aquella. Las Exequias de la lengua castellana, que su autor subtituló «Sátira menipea» por ser mezcla de prosa y verso, permaneció inédita, como otras muchas obras de Forner, hasta que Valmar la incluyó en sus Poetas líricos del siglo XVIII. Las Exequias son una ficción alegórica del género de La República Literaria o La derrota de los pedantes. Con ocasión de un viaje al Parnaso, el autor traba contacto con diversos personajes, escritores famosos los más, y recorren casi todo el campo de nuestra literatura emitiendo juicios sobre los clásicos y repetidas ironías contra los modernos, defiende con pasión las glorias pasadas y la emprende implacablemente contra los corruptores de la lengua, a la que estima ya en trance de muerte entre desatinados galicistas y dómines pedantes, que continúan sirviéndose de un bárbaro latín. Teoriza además sobre los diversos géneros literarios, y tampoco pierde ocasión de disparar pullas contra instituciones y clases sociales.
La mayor parte de su obra literaria fue publicada después de su muerte y se ha conservado gracias a que le regaló una colección manuscrita al pacense Manuel Godoy, valido de Carlos IV y primer ministro desde 1792 hasta 1808.

## Valoración
El libro del hispanista François López —Juan Pablo Forner y la crisis de la conciencia española en el siglo XVIII (Junta de Castilla y León, 1999)— es la referencia inexcusable para conocer su trabajo, su valor, su alcance en general. 
Juan Pablo Forner, en principio, aparece como un reaccionario, y había concitado odios de otros ilustrados. Pero, François Lopez, redescubrió o fue ahondando en lo que había atisbado José Antonio Maravall: que Forner era un hombre complejo y contradictorio aunque, en definitiva, fue un ilustrado cabal y seguramente más lúcido que otros. De hecho, resume bien la mentalidad de un grupo muy brillante o resume una época renovadora y de crisis como la española de ese tiempo: finales del siglo XVIII.
Es más, la publicación reciente de su inédito Discurso sobre la tortura (1990), con larga introducción de edición de Santiago Mollfulleda, pone en evidencia su preocupación por sus inquietudes sociales y políticas, con posiciones claramente ilustradas. Como magistrado, escribe aquí su empeño por desterrar la tortura con la misma pasión que aparecía en otros trabajos suyos.

## Obras
- Obras de don Juan Pablo Forner recogidas y ordenadas por D. Luis Villanueva, Madrid: Imp. La Amistad, 1843.
- Sátira contra los vicios introducidos en la poesía castellana, premiada por la Real Academia Española, Madrid: Ibarra, 1783.
- Oración apologética por la España y su mérito literario (1786)
- Discurso sobre el modo de escribir y mejorar la historia de España
- Exequias de la lengua castellana.
- El asno erudito. Fábula original, obra póstuma de un poeta anónimo. Publicada por Pablo Segarra Madrid: Imprenta del Supremo Consejo de Indias, 1782. Contra Tomás de Iriarte.
- Los gramáticos. Historia chinesca (1782), Clásicos castellanos, 1970, prólogo de José Jurado. Contra Tomás de Iriarte.
- Discurso sobre la tortura, edición de Santiago Mollfulleda. Barcelona: Crítica, 1990.
- La corneja sin plumas (1795), contra Vargas Ponce.
- Carta de don Antonio de Varas, contra Trigueros.
- Reflexiones sobre la "Lección crítica" que ha publicado don Vicente García de la Huerta. Las escribía en vindicación de la buena memoria de Miguel de Cervantes Saavedra Tomé Cecial, ex-escudero del bachiller Sansón Carrasco. Madrid: Imprenta Real, 1786.